# Alfredo Sáenz (cantante)
Alfredo Sáenz (La Plata, n. ca. 1946), es un cantante de música folklórica de Argentina, que integró el Quinteto Vocal Tiempo, antecedente directo del grupo llamado Quinteto Tiempo desde 1972.

## Trayectoria
Alfredo Sáenz integró durante entre 1968 y 1971 el Quinteto Vocal Tiempo, reemplazando a Sara Masi, integrándolo entonces junto con Alejandro Jáuregui, Eduardo Molina, Guillermo Masi y Carlos D'Ovidio. El grupo había sido fundado en 1966.
Entre las actuaciones en las que participó se destaca el espectáculo La Tercera Fundación de Buenos Aires, sobre textos de Armando Tejada Gómez, en el Teatro Ópera de La Plata y el debut del grupo en el Festival de Cosquín, el más importante de la música folklórica de Argentina, en enero de 1969. Participa en la primera grabación del grupo, en el álbum Promoción 69 (1969), junto a otras figuras destacadas del Festival de Cosquín de ese año, donde interpretan "Pobladora de luz" y "Refalosa del adiós". En 1970 grabaron su primer simple, para el sello Musicamundo, con los temas "La raíz de tu grito" y "Te recuerdo Amanda" (V. Jara). Ese mismo año graban "Canción con todos" junto a César Isella, autor de la música.
En abril de 1971 obtuvieron el tercer premio en el Primer Festival de la Nueva Canción Argentina con los temas "Poema para despertar a un niño" de Alfredo Rubio y Jorge Cumbo. Graban "Breve historia de Juan" con Chañy Suárez y César Isella, incluido en el álbum Hombre en el Tiempo de este último; participan en el histórico espectáculo Las Ruinas del Olvido, de Armando Tejada Gómez, realizado en las Misiones Jesuíticas de San Ignacio.
En 1971 dejó el grupo siendo reemplazado por Santiago Suárez.